# Леопард Жоффруа
Леопард Жоффруа (Leopardus geoffroyi) — плямистий хижий ссавець з роду Леопард (Leopardus) родини котових (Felidae) розміром з велику домашню кішку. Віддає перевагу відкритим просторам, які вкриті невисокими деревами і чагарниками у південних і центральних районах Південної Америки. Leopardus geoffroyi потайний, живе поодинці, добре лазить по деревах і добре плаває. Живиться зайцеподібними й мишоподібними гризунами, рибою, а також птахами, рептиліями, амфібіями, та комахами.

## Таксономія

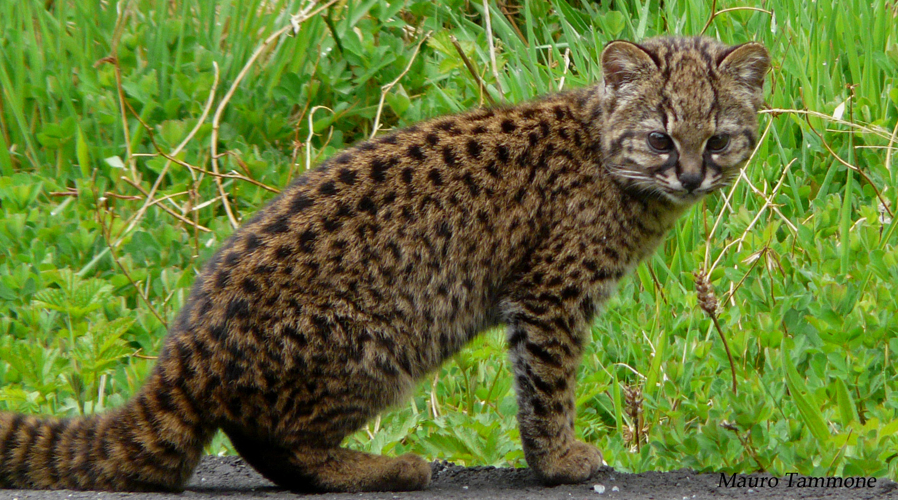
Кодкод — найближчий родич у родині котових

Вид названий на честь французького натураліста Етьєна Жоффруа Сент-Ілера (1772–1844).
Як наукова назва цього виду часто використовуються дві форми: Leopardus geoffroyi й Oncifelis geoffroyi. Спочатку Leopardus geoffroyi визнали близьким родичем оцелота і помістили в рід Oncifelis, в якому також були пампаська кішка і кодкод. У 2005 році Вілсон і Рідер об'єднали роди Leopardus (s. str.) та Oncifelis у рід Leopardus (sensu lato). Відомими вернакулярними назвами цього виду (Leopardus geoffroyi) є: англ. Geoffroy's cat, ісп. gato de mato, gato montés común, фр. chat de Geoffroy, порт. gato-do-mato-grande.
Диплоїдне число хромосом видів роду Leopardus становить 36, усіх інших видів — 38. Попри відмінності в кількості хромосом, Leopardus geoffroyi може схрещуватися з домашньою кішкою. Отримані гібриди називаються «кіт сафарі» і зареєстровані в TICA (міжнародна котяча асоціація) як експериментальна порода. Жодних генетичних доказів географічного підвидового поділу не було знайдено в аналізі Johnson et al. (1999). Зона гібридизації була знайдена на півдні Бразилії, де північна частина ареалу L. geoffroyi, перетинається з найпівденнішими частинами ареалів L. tigrinus (Eizirik et al. 2007).

### Підвиди
Згідно з Вілсоном та Рідером налічується 5 підвидів:
- Leopardus geoffroyi geoffroyi, d'Orbigny and Gervais, 1844 — центральна Аргентина
- Leopardus geoffroyi euxanthus, Pocock, 1940 — північна Аргентина, західна Болівія
- Leopardus geoffroyi leucobaptus, Pocock, 1940 — Патагонія
- Leopardus geoffroyi paraguae, Pocock, 1940 — Парагвай, південно-східна Бразилія, Уругвай, північна Аргентина
- Leopardus geoffroyi salinarum, Thomas, 1903 — північно-західна й центральна Аргентина[6].

Поділ на підвиди в основному базується на зовнішніх морфологічних ознаках, таких як колір волосяного покриву. Нещодавно (2014 рік) було проведене дослідження 194 зразків виду, що зберігаються в музеях Бразилії, Уругваю, США і фотографії зразків з Франції. Зразки були зібрані з місць, які покривають ареал виду. У результаті досліджень була виявлена велика кількість змін морфологічних ознак. У межах ареалу була виявлена поступова й тонка зміна з широтою від одного малюнка хутра до наступного, але такі ж зміни були виявлені і в межах однієї популяції. Отже, Leopardus geoffroyi має високий рівень генетичної різноманітності без будь-якої географічної структури. Це вказує на існування великої панміксії населення без істотних бар'єрів для потоку генів і, як наслідок, жоден підвид не повинен бути визнаним.

## Еволюція
Генетичні дослідження довели, що філогенетична лінія роду Leopardus відокремилася від лінії спільного предка 8 млн років тому. Види L. geoffroyi та L. guigna розділились трохи менше ніж 0.8 млн років тому.
Філогенетичне древо роду Leopardus

|  | Leopardus pardalis — Оцелот |
|  |                             |
|  | Leopardus wiedii — Марги    |
|  |                             |

|  | Leopardus colocolo — Колоколо      |
|  |                                    |
|  | Leopardus jacobita — Андська кішка |
|  |                                    |

|  | Leopardus tigrinus — Онцила                                                       |
|  |                                                                                   |
|  | \| \| Leopardus guigna — Кодкод \| \| \| \| \| \| Leopardus geoffroyi \| \| \| \| |
|  |                                                                                   |
|  | Leopardus guigna — Кодкод                                                         |
|  |                                                                                   |
|  | Leopardus geoffroyi                                                               |
|  |                                                                                   |

|  | Leopardus guigna — Кодкод |
|  |                           |
|  | Leopardus geoffroyi       |
|  |                           |

|  | Leopardus colocolo — Колоколо      |
|  |                                    |
|  | Leopardus jacobita — Андська кішка |
|  |                                    |

|  | Leopardus tigrinus — Онцила                                                       |
|  |                                                                                   |
|  | \| \| Leopardus guigna — Кодкод \| \| \| \| \| \| Leopardus geoffroyi \| \| \| \| |
|  |                                                                                   |
|  | Leopardus guigna — Кодкод                                                         |
|  |                                                                                   |
|  | Leopardus geoffroyi                                                               |
|  |                                                                                   |

|  | Leopardus guigna — Кодкод |
|  |                           |
|  | Leopardus geoffroyi       |
|  |                           |

|  | Leopardus pardalis — Оцелот |
|  |                             |
|  | Leopardus wiedii — Марги    |
|  |                             |

|  | Leopardus colocolo — Колоколо      |
|  |                                    |
|  | Leopardus jacobita — Андська кішка |
|  |                                    |

|  | Leopardus tigrinus — Онцила                                                       |
|  |                                                                                   |
|  | \| \| Leopardus guigna — Кодкод \| \| \| \| \| \| Leopardus geoffroyi \| \| \| \| |
|  |                                                                                   |
|  | Leopardus guigna — Кодкод                                                         |
|  |                                                                                   |
|  | Leopardus geoffroyi                                                               |
|  |                                                                                   |

|  | Leopardus guigna — Кодкод |
|  |                           |
|  | Leopardus geoffroyi       |
|  |                           |

|  | Leopardus colocolo — Колоколо      |
|  |                                    |
|  | Leopardus jacobita — Андська кішка |
|  |                                    |

|  | Leopardus tigrinus — Онцила                                                       |
|  |                                                                                   |
|  | \| \| Leopardus guigna — Кодкод \| \| \| \| \| \| Leopardus geoffroyi \| \| \| \| |
|  |                                                                                   |
|  | Leopardus guigna — Кодкод                                                         |
|  |                                                                                   |
|  | Leopardus geoffroyi                                                               |
|  |                                                                                   |

|  | Leopardus guigna — Кодкод |
|  |                           |
|  | Leopardus geoffroyi       |
|  |                           |

## Зовнішність
Розміром Leopardus geoffroyi з велику домашню кішку, але має коротший хвіст, пласкішу голову, а на чорних задніх поверхнях вух є центральні білі плями. Довжина голови й тулуба становить від 422 до 665 міліметрів, а довжина хвоста — від 240 до 365 міліметрів. Він важить від трьох до п'яти кілограмів, а висотою близько 30 сантиметрів. Середня вага самців 4.8 кілограм, у той час як самиць — 4.2 кілограм. Особини з крайнього півдня діапазону поширення значно більші, ніж з півночі й мають довшу шерсть. Вуха великі й округлі, ноги досить товсті, а кігті гострі. Райдужна оболонка від темно-золотистого до зеленувато-сірого кольору. Основний колір хутра від димно-сірого до жовтувато-бурого, причому перший фенотип зустрічається головним чином на півдні ареалу, а другий — на півночі. Хутро вкрите численними дрібними (15-20 міліметрів в діаметрі) чорними плямами, а хвіст — кільцями. На боках і лапах ці плями також місцями згущуються, утворюючи поперечні кільця. Щоки позначені двома темними смужками, є декілька темних поздовжніх ліній на маківці та шиї. Хутро на череві біле або кремове. Достатньо часто спостерігається меланізм (повністю чорні особини).

## Середовище проживання
Leopardus geoffroyi живе в Південній Америці: у південно-східній Болівії, Аргентині, Уругваї, Парагваї, крайньому півдні Бразилії та невеликих областях на сході Чилі. Зустрічається на схід від Анд, від рівня моря до 3300 метрів над ним. В основному віддає перевагу мешканню в субтропічних і помірних лісах, лісостепах, чагарниках, напівпустелях, водно-болотних угіддях і пампасах. Зустрічається в передгір'ях Анд, але не у хвойних лісах, де вони замінюються кодкодом. Вид використовує як відкриті ділянки, так і з деревами, але, здається, більшою мірою пов'язаний з ділянками з щільним покриттям дерев. Leopardus geoffroyi симпатричний у всьому діапазоні проживання з колоколо.

## Екологія та поведінка
Здобиччю Leopardus geoffroyi, в першу чергу, є зайцеподібні й мишоподібні гризуни. Крім того, він полює на рибу, тому його в Південній Америці також називають «кішкою-рибалкою». Також цей вид полює на дрібних ящірок, комах, а іноді жаб, птахів. Може полювати на землі, на деревах, у воді. Leopardus geoffroyi активний у нічний час, а вдень спить на деревах, хоча його також помічали на полюванні на світанку і в сутінках.
Вид потайний і солітарний. Цей кіт досить гнучкий, добре лазить по деревах і добре плаває. Leopardus geoffroyi був помічений, коли він вставав на задні лапи, щоб спостерігати за околицями, використовуючи хвіст як підтримку — незвичайна поведінка у котів. Самці й самиці не взаємодіють багато, крім як у період спаровування. Оселище самиць близько 2.5 квадратних кілометрів, самців у три рази більше. Оселища самиць можуть перетинатися як з оселищами самиць, так і самців. Оселища самців не перекриваються з оселищами інших самців. Більшість людей не бояться цієї маленької кішки, але вона дуже агресивна і ніколи не була по-справжньому одомашнена. Небагато відомо про те, як цей кіт спілкується. Цілком імовірно, що, як і в інших котячих, є деяка вокалізація і можливі деякі хімічні зв'язки між родичами. Цілком імовірно, що тактильні й візуальні комунікації, особливо між матір'ю і її молоддю, також присутні.
Окрім людини, природним ворогом для Leopardus geoffroyi є пума. Конкурентами за харчові ресурси є інші хижі ссавці, птахи й рептилії, як то, магеллановий собака, рисезуб патагонський, пугач віргінський, агуя, лисиця крабоїд. Оскільки вид дуже кон'юнктурний щодо вибору їжі й має досить широкий ареал, він допомагає контролювати популяції невеликих тварин у дикій природі.

## Життєвий цикл
Сезон розмноження L. geoffroyi триває з грудня по травень. Самиці дають один виводок з 1—4 дитинчат на рік. Leopardus geoffroyi часто злучається на деревах. Вагітність триває 67-78 днів. Самиця народжує в лігві в гущині кущів, в ущелині скелі, а іноді навіть у затишному куточку на дереві. Дитинчата важать 65-123 грам при народженні. Діти народжуються сліпими, але їхні очі відкриті протягом 8-12 днів. Вони швидко розвиваються. Вони можуть стояти на 4 день, і у шість тижнів стають безстрашними дереволазами. Вони можуть ходити у 2 або 3 тижні. Ці коти годуються молоком від 8 до 10 тижнів і стають повністю незалежними від матері приблизно через 8 місяців. Самці не беруть участь у вихованні молоді. Статева зрілість досягається у 14—24 місяців. Цей кіт живе близько 14—15 років. Тим не менш, в неволі може жити до 20 років.

## Загрози і захист
Хутро цього виду довгий час цінувалося у виробництві хутряних шуб. Проте через те, що Leopardus geoffroyi став украй рідкісним і знаходиться під серйозною загрозою зникнення, він був внесений у Конвенцію про міжнародну торгівлю видами дикої фауни і флори, що перебувають під загрозою зникнення у 1992 році, полювання і будь-яка торгівля, пов'язана з ним, сьогодні заборонена. У рік перед включення виду до дії цієї конвенції на ринок надійшло більш ніж 5000 особин, що становило одну десяту його загальної популяції. Нині втрата середовища існування, фрагментація місць існування, вбивство (у відповідь за крадіжку птахів), браконьєрство, а також нещасні випадки залишаються основними загрозами. Вид вважається під загрозою зникнення в Чилі, де зустрічається тільки в невеликій області на півдні країни. У Бразилії та Аргентині стан його популяцій близький до загрозливого, хоча вид відносно поширений в регіоні пампасів, в той час як у Болівії вважається другим найбільш поширеним диким котом, після оцелота. Вид мешкає на деяких із природоохоронних територій. Leopardus geoffroyi добре розмножується в неволі, але його не часто можна побачити в зоопарках.
Під час оцінки здоров'я Leopardus geoffroyi в охоронних територіях Аргентини були виявлені антитіла до інфекційних захворювань: перитоніт, панлейкопенія, чумка собак, каліцівірус, токсоплазмоз і дирофіляріоз. Під час досліджень були виявлені паразити родин: Ascarididae, Trichuridae, Capillariidae, Rictulariidae, Spiruridae, Ancylostomatidae, Taeniidae, Anoplocephalidae, Eimeriidae. Ці результати вказують на незахищеність і потенційний ризик для Leopardus geoffroyi.

## Leopardus geoffroyiу мистецтві
Leopardus geoffroyi з'являється в мистецтві значно рідше, ніж американські пума та ягуар. Образ цього кота представлений у книзі відомого зоолога і письменника Джеральда Даррелла у книзі «Земля шарудінь», опублікованій у 1961 році. Серед зображень варто відзначити чудову ілюстрацію, яку виконав Алсид д'Орбіньї в праці «Voyage dans l'Amérique meridionale» (1847), а також ілюстрацію в книзі «A Monograph of the Felidae or Family of Cats» (1878–1883), яку виконав Даніель Жиро Еліот.
У сучасному мистецтві Leopardus geoffroyi часто зображають на марках анімалістичних серій, а саме Камбоджі, Уругваю, Аргентини, Беніну, Гвінеї-Бісау, Республіки Конго, США.

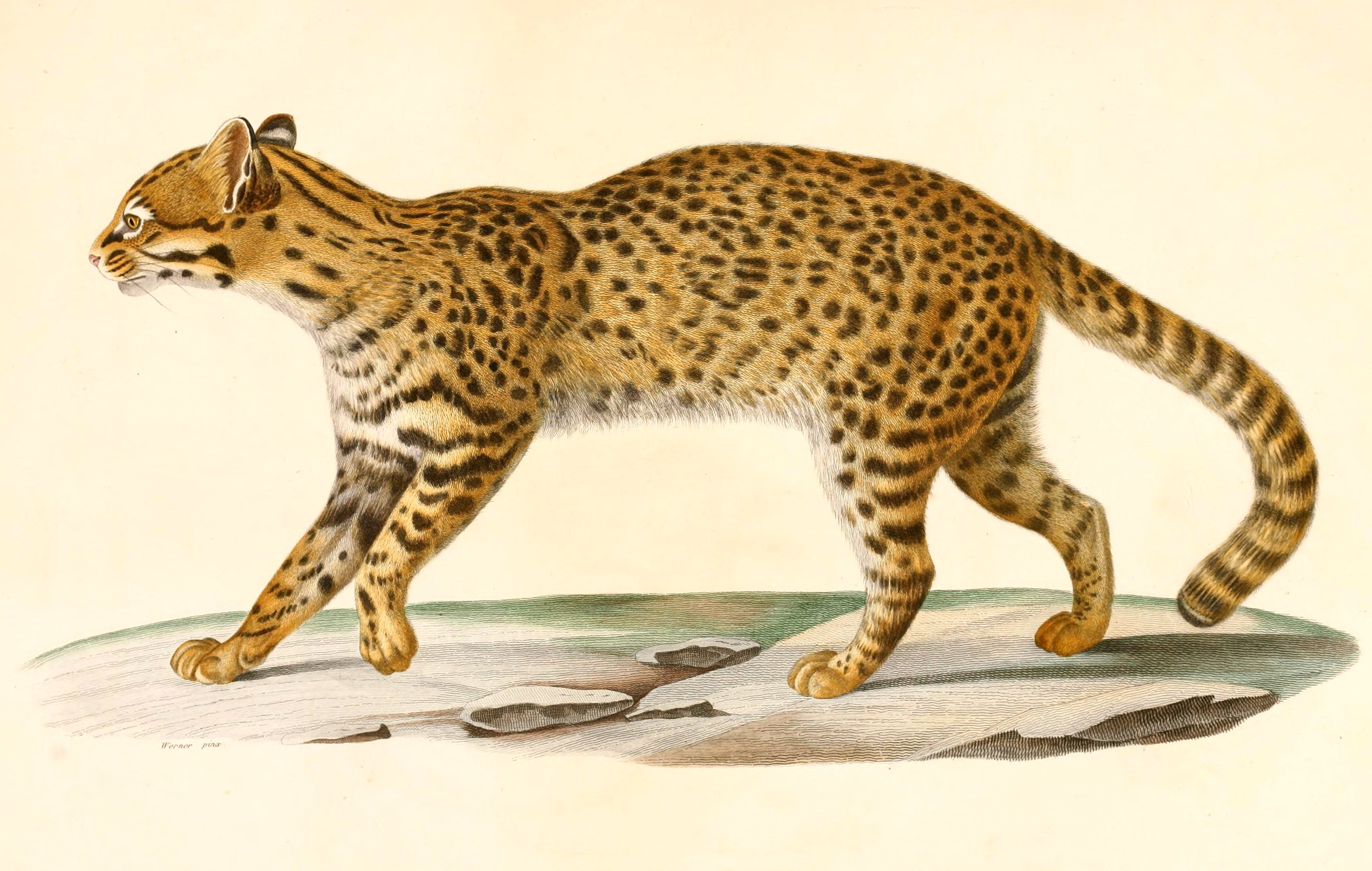
Leopardus geoffroyi, малюнок Алсида д'Орбіньї, 1847.
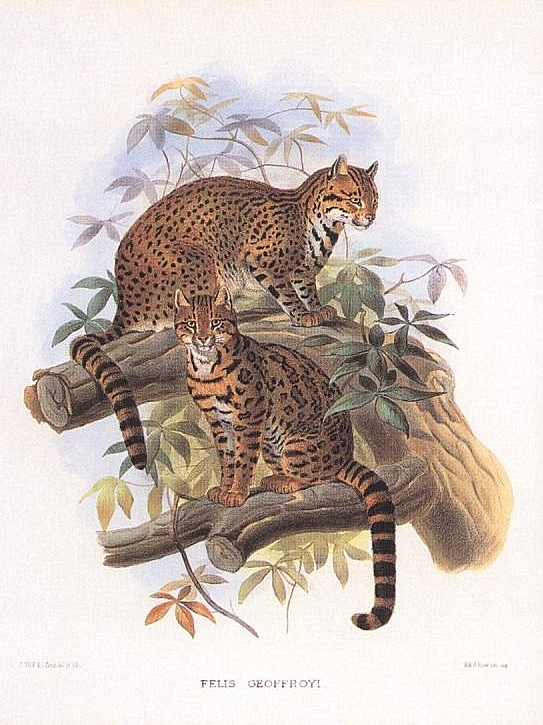
Leopardus geoffroyi, малюнок Даніеля Жиро Еліота, 1883.

## Галерея

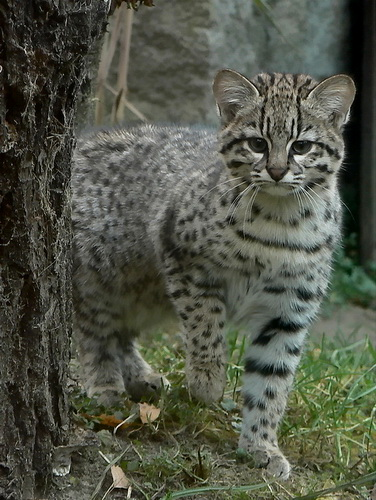
Leopardus geoffroyi в остравському зоопарку
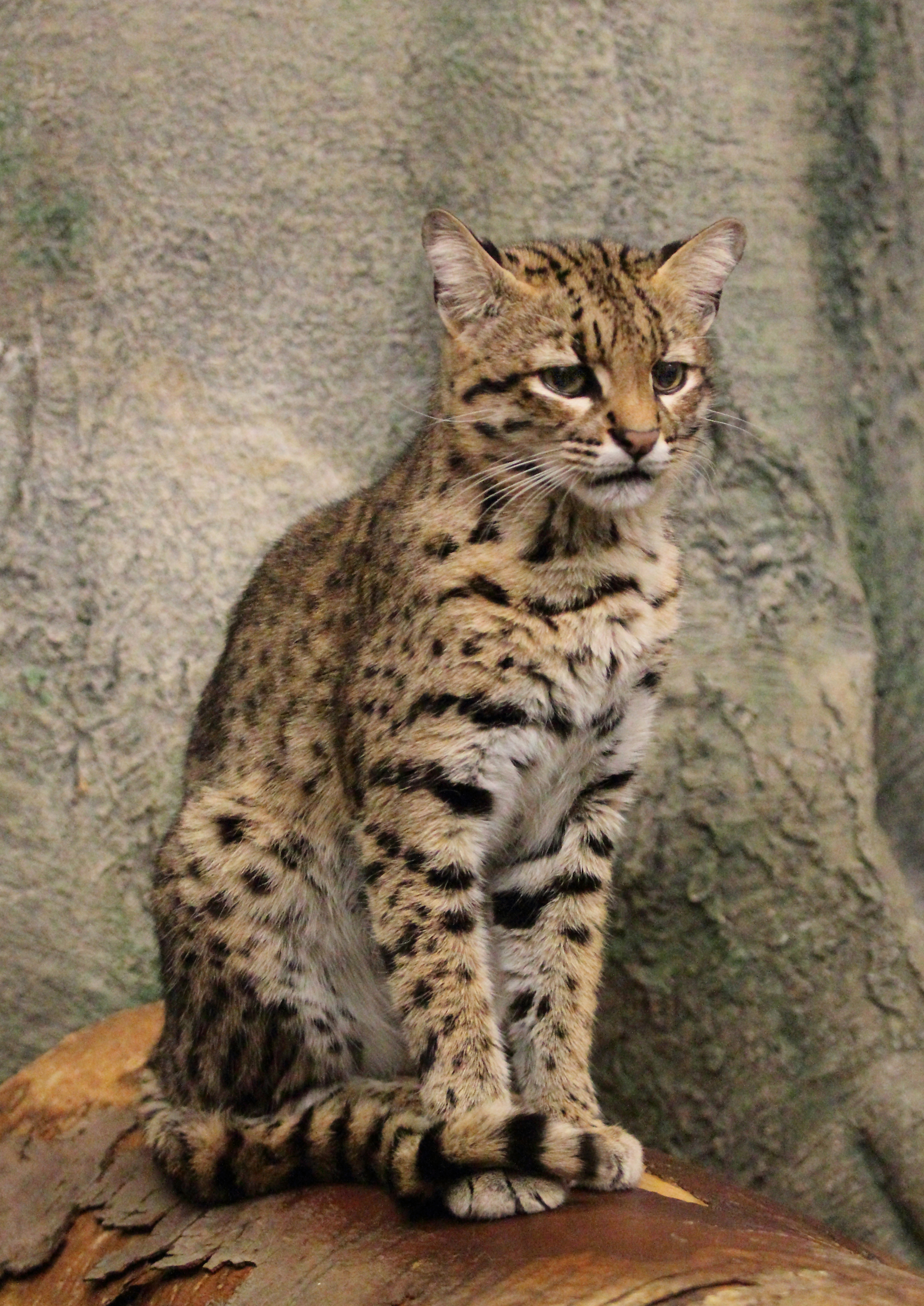
Leopardus geoffroyi в цинцинатському зоопарку
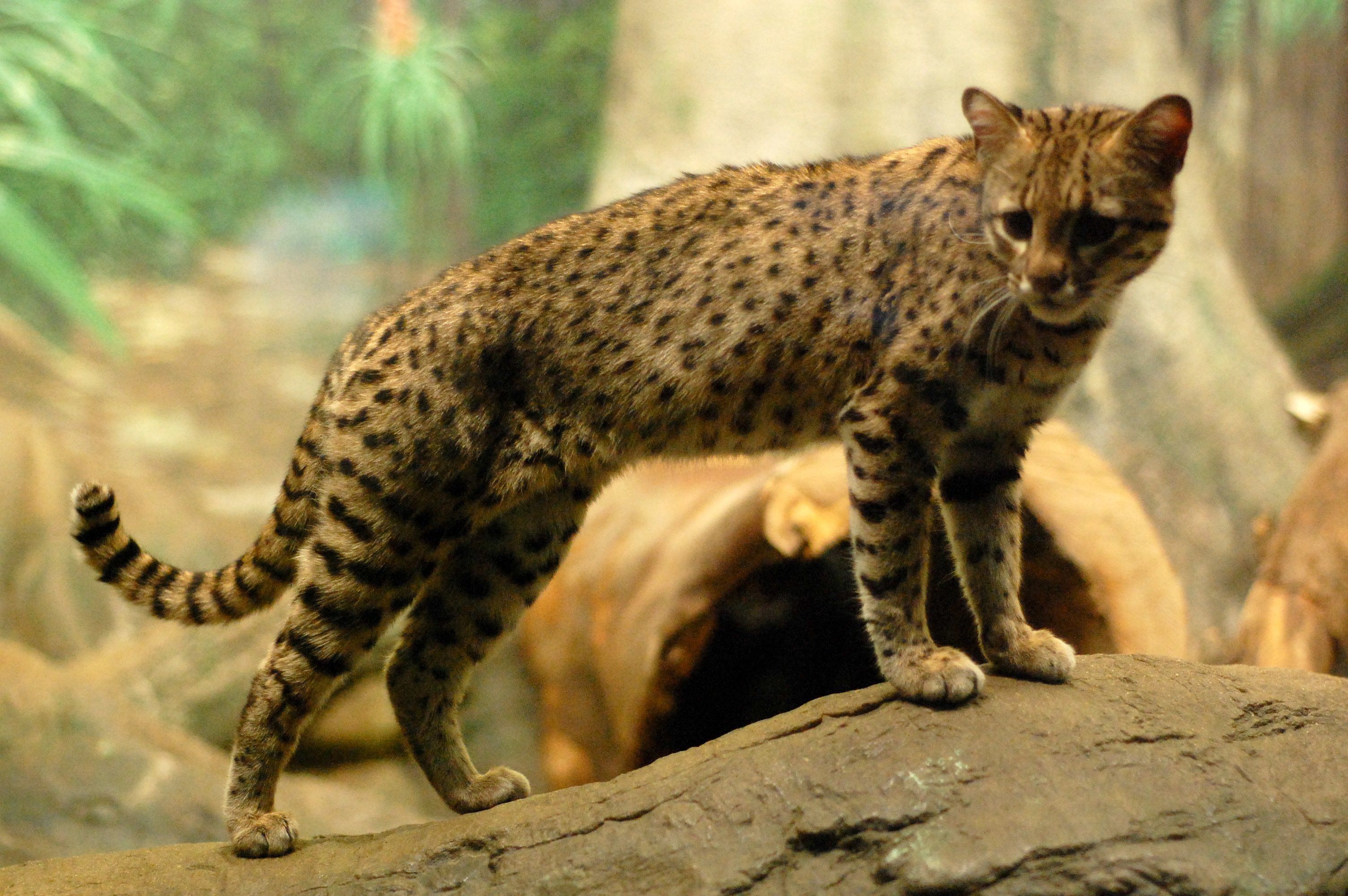
Leopardus geoffroyi в цинцинатському зоопарку
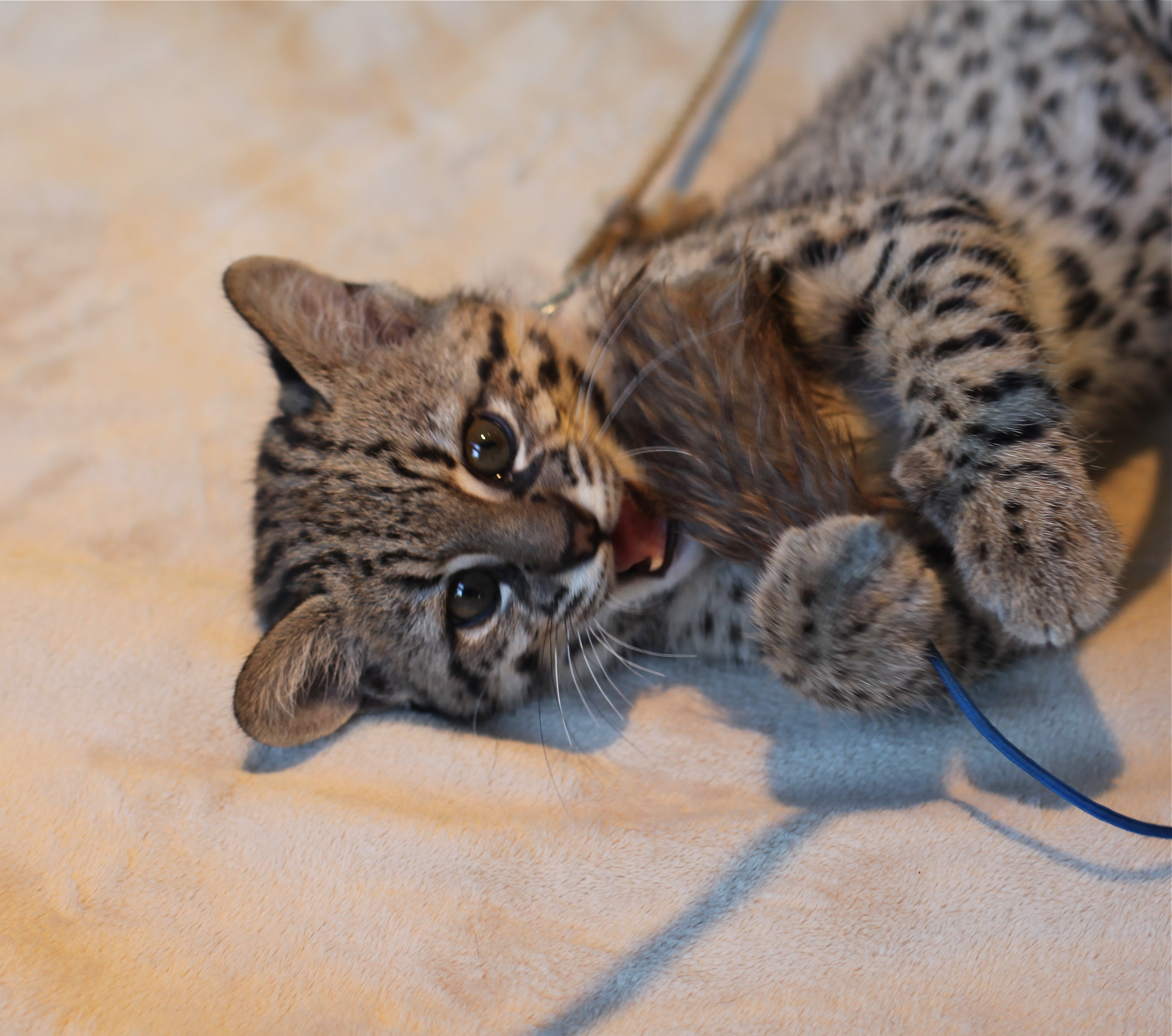
Маля Leopardus geoffroyi
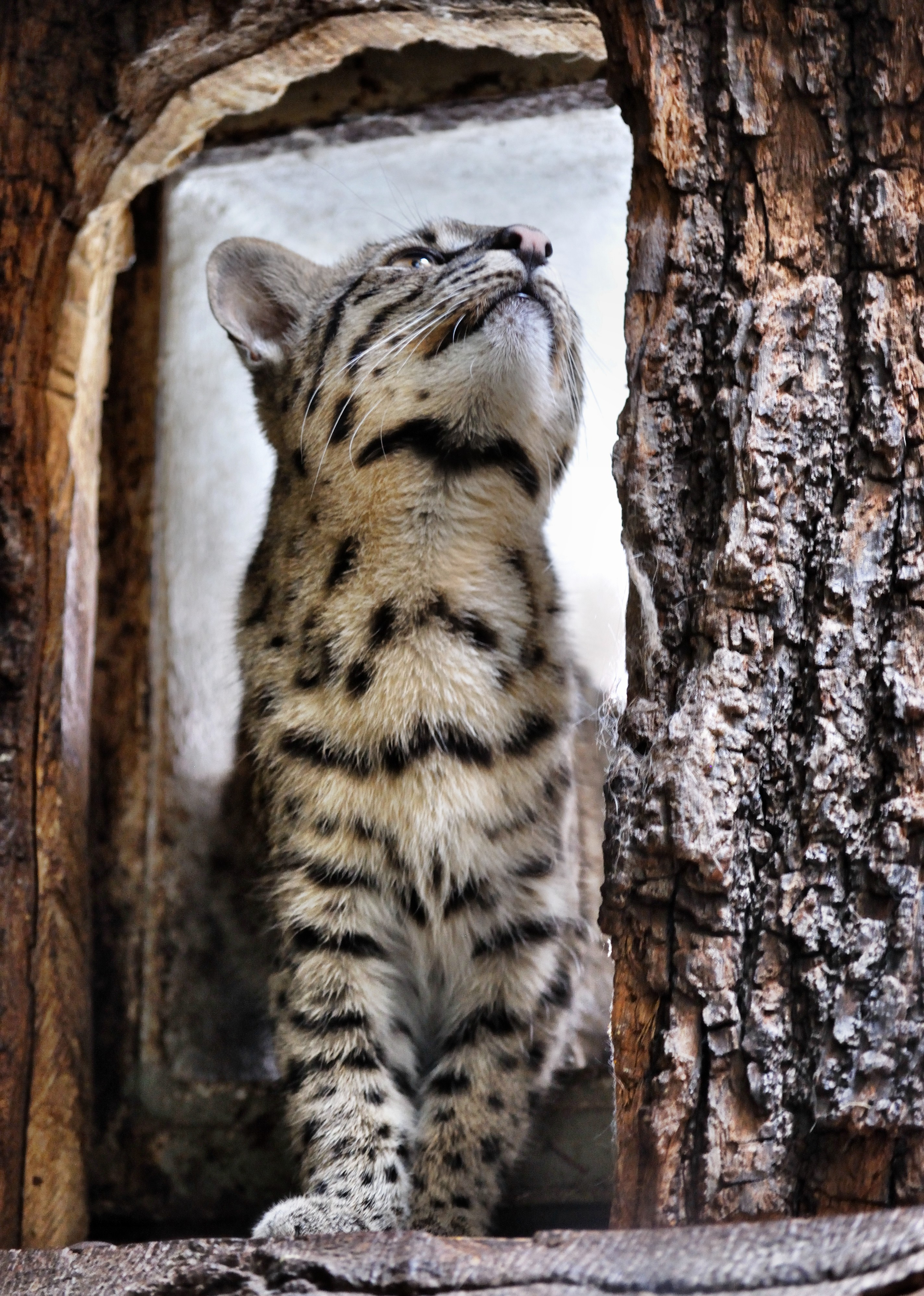
Leopardus geoffroyi, зоопарк в Їглаві
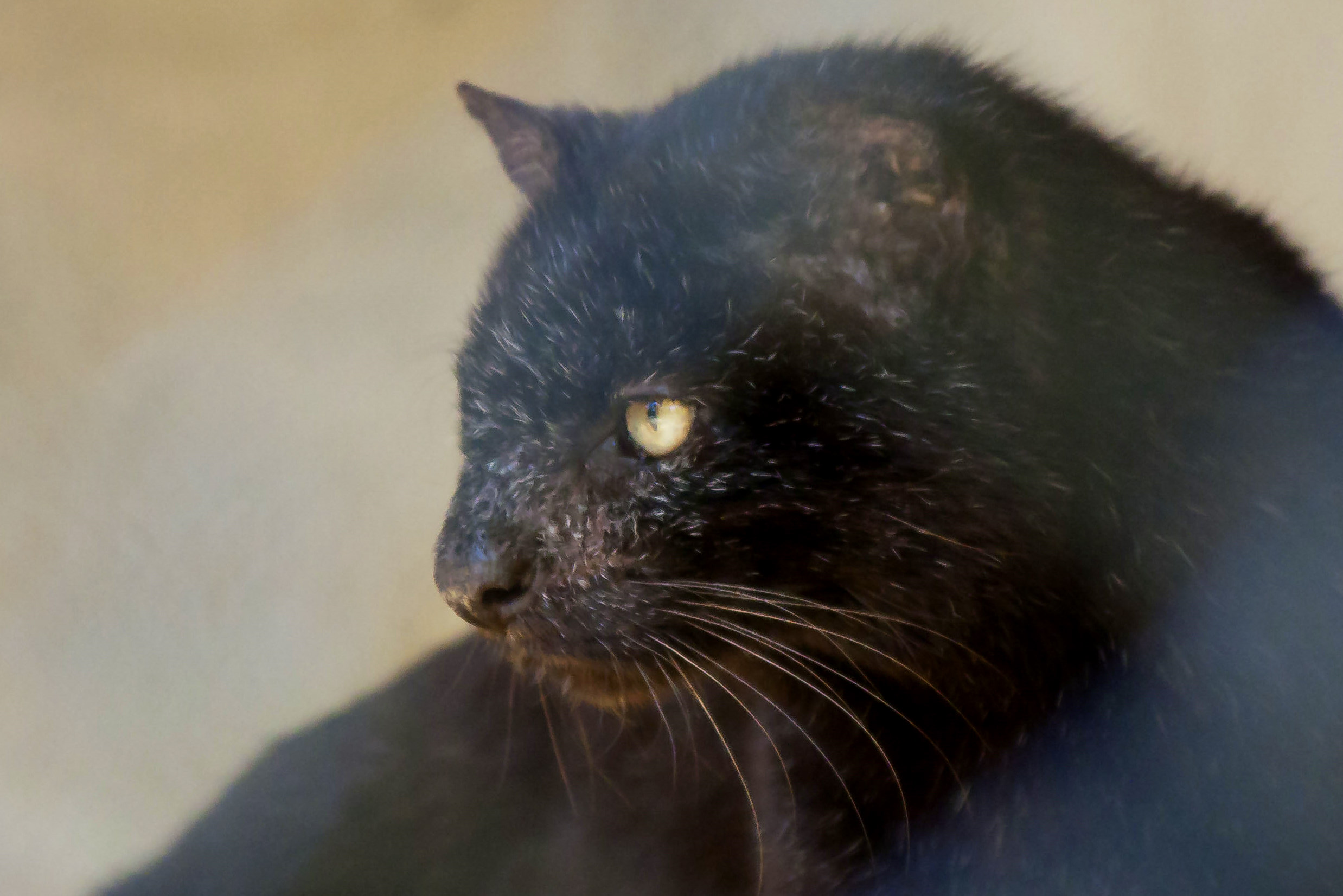
Leopardus geoffroyi, меланіст в зоопарку Сан-Паулу
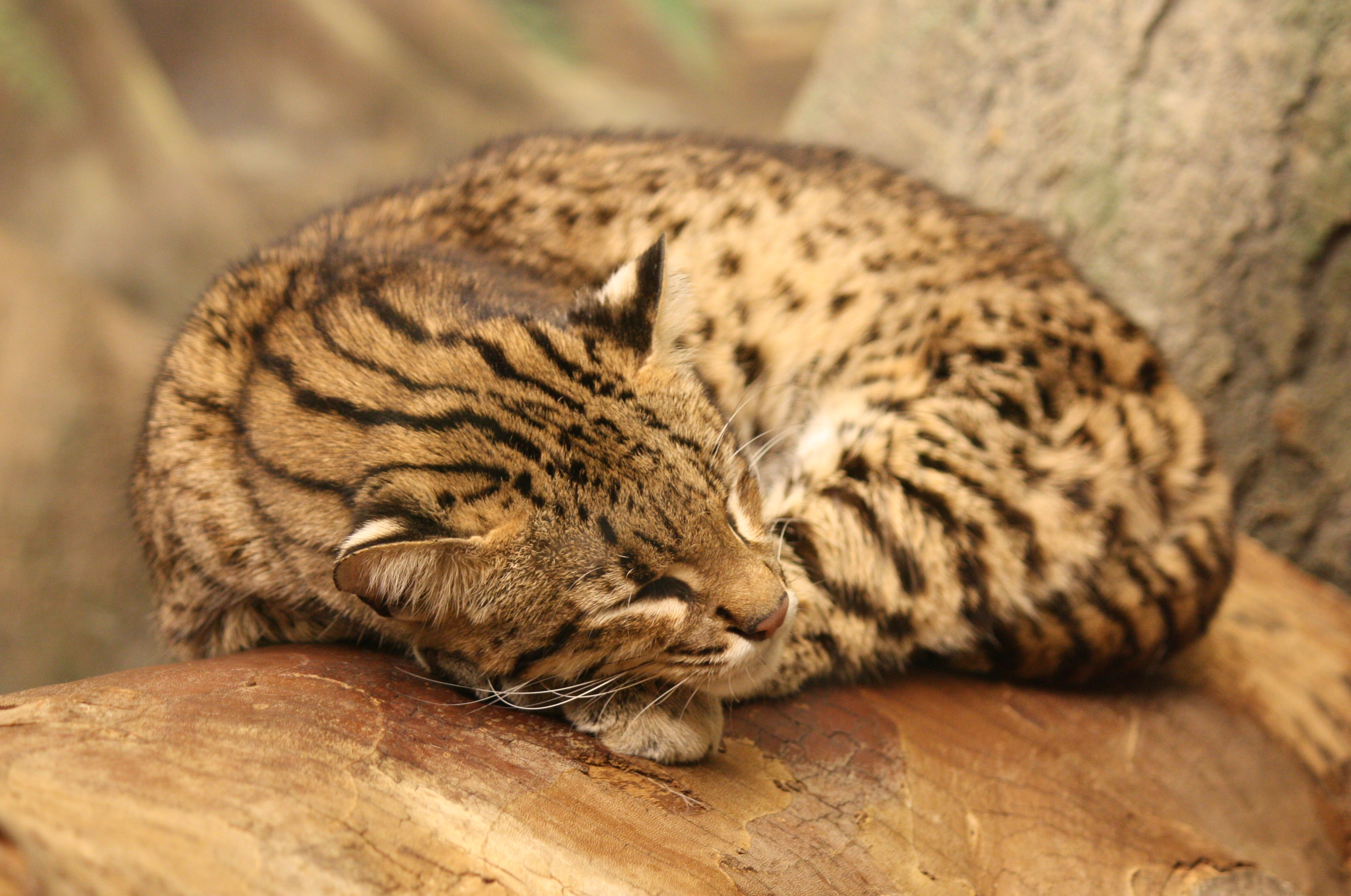
Leopardus geoffroyi в цинцинатському зоопарку, на вухах видно білі плями